# Bavay
 Bavay  es una población y comuna francesa, en la región de Norte-Paso de Calais, departamento de Norte, en el distrito de Avesnes-sur-Helpe. Es el chef-lieu del cantón de Bavay, aunque Feignies la supera en población.

## Historia
Localidad perteneciente al Condado de Henao, en 1482 quedó unida a los Países Bajos de los Habsburgo hasta su anexión a Francia en 1678, mediante los Tratados de Nimega.

## Demografía
| 3024 | 3377 | 3746 | 4193 | 3751 | 3581 |
| Para los censos de 1962 a 1999 la población legal corresponde a la población sin duplicidades (Fuente: INSEE [Consultar]) |      |      |      |      |      |